# 品切重版未定
品切重版未定（しなぎれじゅうはんみてい）とは、出版元や取次店に在庫がなく、また、出版元による重版の予定もないこと。一般的には、ほぼ絶版に近い状態である。
文庫本や新書などに多く見られ、品切重版未定の名の下に事実上の絶版と化している本は多い。ただし、絶版とは異なり発行のために必要なものは温存されているため、もしもその本が映画化やドラマ化などで話題になったり、要望が多い場合は重版できるというメリットがある。
岩波文庫は、1980年代初頭から、「リクエスト復刊」として、年1、2回こうした本を重版している。これは、以前の紙型をそのまま使っている点で、新潮文庫のように、新しく版を起こす（狭義の）復刊とは異なっている。